# شیانینگ
شیانینگ (به لاتین: Xianning) یک شهر مرکزی در جمهوری خلق چین است که در هوبئی واقع شده‌است.

## خصوصیات
شیانینگ ۹٬۸۶۱ کیلومترمربع مساحت و ۲٬۸۸۲٬۰۰۰ نفر جمعیت دارد.